# Aegon Manchester Trophy 2016
El torneo Aegon Manchester Trophy 2016 es un torneo profesional de tenis. Pertenece al ATP Challenger Series 2016. Se disputará su 2ª edición sobre superficie césped, en Manchester, Reino Unido entre el 30 de mayo al el 5 de junio de 2016.

## Jugadores participantes del cuadro de individuales
| Favorito | País                      | Jugador           | Rank1 | Posición en el torneo |
| -------- | ------------------------- | ----------------- | ----- | --------------------- |
| 1        | Bandera de Estados Unidos | Denis Kudla       | 53    | Semifinales           |
| 2        | Bandera de Estados Unidos | Rajeev Ram        | 70    | Primera ronda         |
| 3        | Bandera del Reino Unido   | Daniel Evans      | 91    | Primera ronda         |
| 4        | Bandera de China Taipéi   | Lu Yen-hsun       | 95    | FINAL                 |
| 5        | Bandera de Alemania       | Benjamin Becker   | 96    | Primera ronda         |
| 6        | Bandera de Ucrania        | Sergiy Stakhovsky | 97    | Cuartos de final      |
| 7        | Bandera de Australia      | Sam Groth         | 100   | Cuartos de final      |
| 8        | Bandera de Estados Unidos | Bjorn Fratangelo  | 103   | Baja                  |

- 1 Se ha tomado en cuenta el ranking del 23 de mayo de 2016.

### Otros participantes
Los siguientes jugadores recibieron una invitación (wild card), por lo tanto ingresan directamente al cuadro principal (WC):
- Liam Broady
- Lloyd Glasspool
- Brydan Klein
- Alexander Ward

Los siguientes jugadores ingresan al cuadro principal tras disputar el cuadro clasificatorio (Q):
- Adrien Bossel
- Edward Corrie
- Marinko Matosevic
- Matt Reid

## Campeones

### Individual Masculino
- Dustin Brown derrotó en la final a  Lu Yen-hsun, 7–6(5), 6–1

### Dobles Masculino
- Purav Raja /  Divij Sharan derrotaron en la final a  Ken Skupski /  Neal Skupski, 6–3, 3–6, [11–9]